# Meagan Good
Meagan Good, född 8 augusti 1981 i Panorama City, Kalifornien, är en amerikansk skådespelare.
Good har bland annat medverkat i filmerna The Love Guru och Saw V från 2008 samt Shazam! Fury of the Gods från 2023.

## Filmografi (i urval)
- 1997 – Pacific Blue (TV-serie)
- 2004 – D.E.B.S.'
- 2005 – Venom
- 2007 – Stomp the Yard
- 2008 – Love Guru
- 2008 – Saw V
- 2009 – The Unborn
- 2013 – Anchorman: The Legend Continues
- 2023 – Shazam! Fury of the Gods
- 2022 – Day Shift
- 2024 – Divorce in the Black